# Trsťany
Trsťany (allemand : Röhrbach) , est un village de Slovaquie situé dans la région de Košice.

## Histoire
Première mention écrite du village en 1288.

## Démographie

### Évolution de la population
| Année:               | 1994. | 2004.   | 2014.    | 2024.    |
| -------------------- | ----- | ------- | -------- | -------- |
| Nombre de personnes: | 234   | 245     | 291      | 350      |
| Différence:          |       | +4,70 % | +18,77 % | +20,27 % |

| Année:               | 2023. | 2024.   |
| -------------------- | ----- | ------- |
| Nombre de personnes: | 330   | 350     |
| Différence:          |       | +6,06 % |